# Hangasrivier (Lainiorivier)
De Hangasrivier (Hangasjoki) is een rivier die stroomt in de Zweedse  gemeente Kiruna. De Hangasrivier stroomt voornamelijk door moerasgebieden en ontstaat waar diverse beken zich verenigen en zuidwaarts stromen. De Hangasrivier is circa 8 kilometer lang.
Afwatering: Hangasrivier → Lainiorivier → Torne → Botnische Golf